# Dagfinn Vårvik
Dagfinn Vårvik (* 8. Juni 1924 in Leinstrand, Trondheim; † 25. März 2018) war ein norwegischer Journalist und Politiker der Senterpartiet, der unter anderem von 1972 bis 1973 Außenminister Norwegens und zwischen 1973 und 1977 Vorsitzender der Senterpartiet war.

## Leben
Vårvik, Sohn eines Landwirts, begann nach dem Schulbesuch 1944 ein Studium der Wirtschaftswissenschaften, das er 1951 abschloss. Danach wurde er 1952 Sekretär der Fraktion der damaligen Bauernpartei (Bondepartiet), die sich 1959 in Zentrumspartei (Senterpartiet) umbenannte, im Storting und behielt diese Funktion bis 1961. Im Anschluss wurde Vårvik, der zwischen 1961 und 1965 Stellvertretendes Mitglied des Storting für Akershus war, Mitarbeiter bei Nationen, der Parteizeitung der Senterpartiet, ehe er zwischen 1963 und 1988 Chefredakteur dieser Zeitung war und diese Funktion auch während seiner Regierungsämter innehatte. 
Am 28. August 1963 wurde er von Ministerpräsident John Lyng als Finanzminister in dessen bürgerliche Regierung berufen, die aus Mitgliedern der Høyre, Kristelig Folkeparti, Venstre und der Senterpartiet bestand. Lyngs Minderheitsregierung löste die dritte Regierung von Ministerpräsident Einar Gerhardsen ab, ehe Gerhardsen bereits am 25. September 1963 abermals Ministerpräsident wurde.
Nachdem sein Parteifreund Per Borten am 12. September 1965 Ministerpräsident wurde, berief dieser ihn zum Minister für Löhne und Preise in dessen bis zum 17. März 1971 amtierende Koalitionsregierung. Darüber hinaus wurde er 1967 stellvertretender Vorsitzender der Senterpartiet.
Am 18. Oktober 1972 wurde er zum Außenminister in die bürgerliche Minderheitsregierung von Ministerpräsident Lars Korvald berufen. Kurz vor seinem Amtsantritt fand die Volksabstimmung über einen Beitritt zur Europäischen Wirtschaftsgemeinschaft (EWG) am 25. September 1972 statt. Das Amt des Außenministers bekleidete er bis zum Ende von Korvalds Amtszeit am 16. Oktober 1973.
1973 erfolgte seine Wahl zum Vorsitzenden der Senterpartiet. Damit wurde er Nachfolger von John Austrheim und behielt diese Funktion bis zu seiner Ablösung durch Gunnar Stålsett im Jahr 1977.